# 刘铁铮

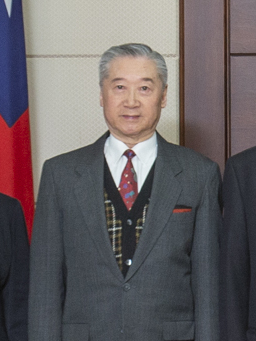
劉鐵錚，攝於2019年

刘铁铮（1938年—），祖籍河北省，台湾知名法学家，主要研究领域为国际私法，曾任國立政治大學法律學系教授、系主任。1985年獲蔣經國總統任命為司法院大法官，2003年任滿。

## 生平
其父為國民軍出身之國軍將領劉汝明。
先后获得台湾政治大学学士、美国南美以美大学硕士、美国犹他大学博士。曾任政治大学法律系主任、法研所所长，兼任多所著名大学法学院客座教授。获1981年度法科学术著作奖、1982年度杰出研究奖。
其子為 國立政治大學法律學系教授劉定基，研究領域為憲法專業；子媳為高雄市議員湯詠瑜。